# Устье (Винницкая область)
У́стье (укр. Устя) — село в Гайсинском районе Винницкой области Украины. До 19 июля 2020 года входило в состав Бершадского района.
Население по переписи 2001 года составляет 2610 человек. Почтовый индекс — 24453. Телефонный код — 4352. Занимает площадь 4,615 км².